# Santiago Romero
Santiago Romero (Montevideo, 15 de fevereiro de 1990) é um futebolista uruguaio que joga como volante. Atualmente joga pelo Danubio.

## Carreira
Nascido em Montevideo. Joga como volante.
Santiago Romero chegou nas categorias de base do Nacional em 2009. Subiu para o profissional em 2010.
Romero foi o futebolista a marcar o primeiro gol da história da Copa Libertadores da América Sub-20, em 10 de junho de 2011 contra o Libertad aos 15 minutos.
Estreou no profissional em 27 de novembro de 2011, contra o Wanderers, entrando no lugar de Matías Vecino.
Em 2019, jogou pelo Fortaleza, onde foi campeão do Campeonato Cearense e da Copa do Nordeste.

## Títulos
Nacional
- Campeonato Uruguaio: 2011–12,  2014–15, 2016
- Torneio Intermédio: 2018

Deportes Iquique
- Copa Chile: 2013–14

Fortaleza
- Campeonato Cearense: 2019
- Copa do Nordeste: 2019